# Mokulubete Blandina Makatisi
Mokulubete Blandina Makatisi (* 1. September 1995 in Lesobeng) ist eine Leichtathletin aus Lesotho, die sich auf den Langstreckenlauf spezialisiert hat.

## Sportliche Laufbahn
Erste internationale Erfahrungen sammelte Mokulubete Blandina Makatisi im Jahr 2011, als sie bei den Afrikaspielen in Maputo mit 4:53,21 min auf den 15. Platz im 1500-Meter-Lauf gelangte. 2014 schied sie bei den Juniorenweltmeisterschaften in Eugene mit 4:32,43 min im Vorlauf aus und im Jahr darauf gelangte sie bei den Afrikaspielen in Brazzaville mit 4:38,45 min auf Rang 13 über 1500 Meter und wurde in 18:19,89 min Elfte. im 5000-Meter-Lauf. 2018 kam sie bei den Commonwealth Games im australischen Gold Coast mit 4:41,19 min nicht über den Vorlauf über 1500 Meter hinaus und erreichte mit 17:35,72 min Rang 17 über 5000 Meter. Im Jahr darauf belegte sie bei den Afrikaspielen in Rabat in 17:18,92 min den zwölften Platz über 5000 Meter und 2022 belegte sie bei den Commonwealth Games in Birmingham in 2:36:05 h den achten Platz im Marathonlauf. Im Jahr darauf gelangte sie bei den Weltmeisterschaften in Budapest nach 2:37:49 h auf Rang 42 im Marathon und 2024 wurde sie bei den Afrikaspielen in Accra in 1:15:53 h Fünfte im Halbmarathon. Im August gelangte sie bei den Olympischen Sommerspielen in Paris mit 2:30:20 h auf Rang 31.

## Persönliche Bestleistungen
- 1500 Meter: 4:25,49 min, 27. März 2014 in Polokwane
- 5000 Meter: 17:12,71 min, 22. März 2013 in Gqeberha
- 10-km-Straßenlauf: 32:05 min, 7. April 2024 in Gqeberha
- Halbmarathon: 1:09:45 h, 3. Juni 2023 in Gqeberha (lesothischer Rekord)
- Marathon: 2:30:20 h, 9. August 2024 in Paris